# زنزانة الغموض
زنزانة الغموض (不思議のダンジョン فوشيغي نو دانجن) هي سلسلة ألعاب فيديو من نوع روجلايك، معظمها طورتها سبايك شونسوفت (شونسوفت سابقًا)، ولكن ألعاب مختارة طورتها بإذن من شونسوفت. بدأت السلسلة بأحد مبتكري مسعى التنين كويتشي ناكامورا، والذي استوحى الفكرة من تجربة مطور آخر مع لعبة روغ ورغبة لابتكار سلسلة أصلية. لدى السلسلة عدة ألعاب على منصات متعددة ابتداءً من سوبر نينتندو إنترتينمنت سيستم، وبعدئذٍ، غيم بوي و‌نينتندو 64 و‌غيم بوي أدفانس و‌نينتندو دي إس و‌وي و‌نينتندو 3دي إس ومنصات أخرى.
الشخصيات الأصلية تتضمن شرين الرحالة ورفاقه. استوحت سلاسل أخرى يابانية من السلسلة زنزانة الغموض، معظمها أخذت آليات اللعبة من زنزانة الغموض وليس من روغ نفسها. السلسلة لها شعبية متوسطة، وقد حصلت على معظمها من مغامرة تورنكو العظيمة وسلسلة بوكيمون زنزانة الغموض، ومدى أقل من ألعاب تشوكوبو.

## وصلات خارجية
- سلسلة زنزانة الغموض على موبي غيمز (بالإنجليزية)